# Moliceiro
Moliceiro é um barco que circula na Ria de Aveiro, região lagunar do Rio Vouga.
Estas embarcações eram originalmente utilizadas para a apanha do moliço, mas atualmente são mais usadas para fins turísticos.
É um dos ex-libris de Aveiro, em conjunto com os Ovos Moles e a Universidade de Aveiro. De entre os barcos típicos da região, o moliceiro é considerado o mais elegante; apesar da decoração colorida e humorística, é um barco de trabalho para a apanha do moliço, o qual era a principal fonte de adubagem nas terras agrícolas de Aveiro.

## Descrição

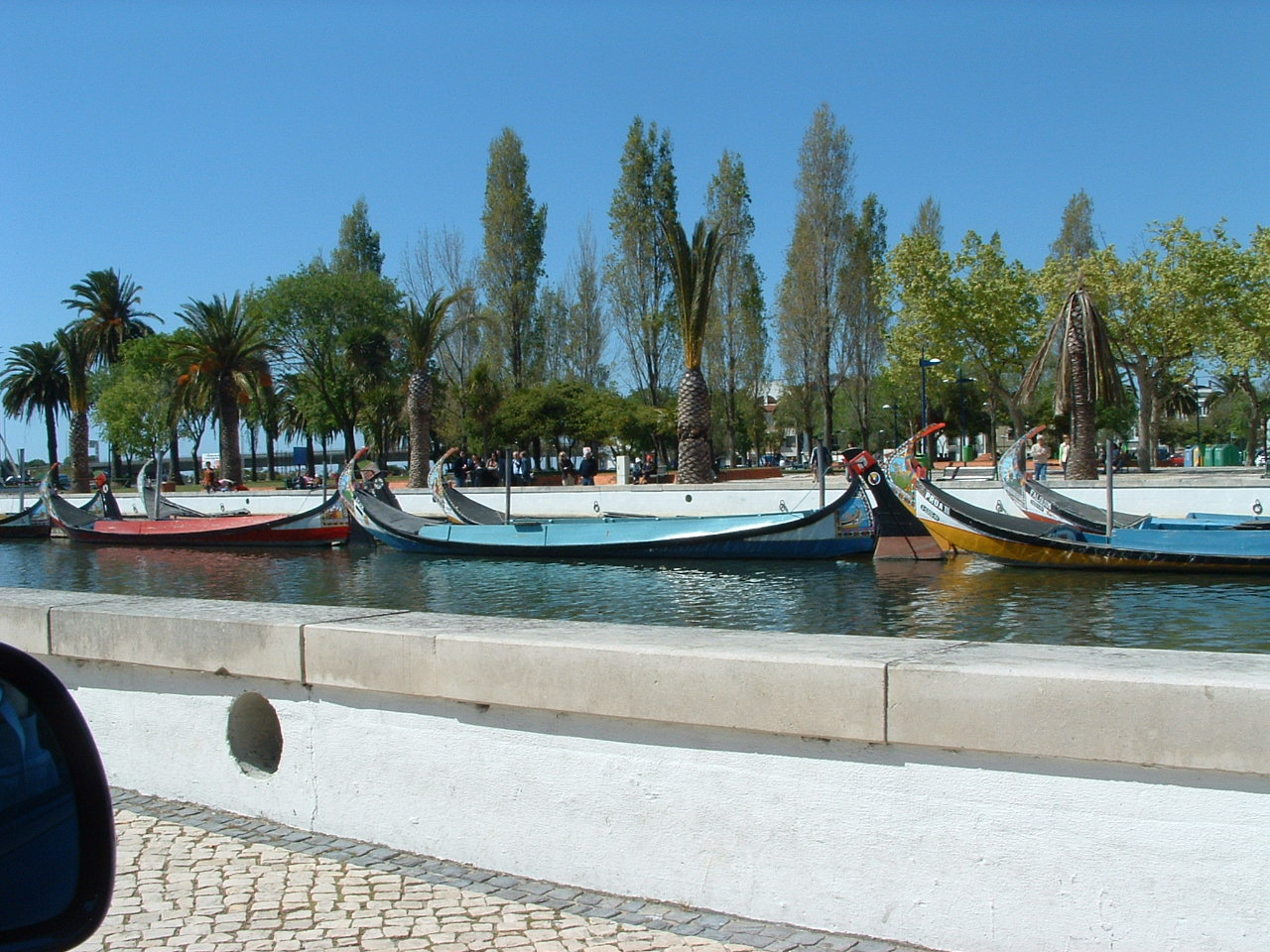
Moliceiros atracados no Canal das Pirâmides, em Aveiro.

São barcos de borda baixa para facilitar o carregamento do moliço. Os moliceiros têm uma proa e uma ré muito elegantes que normalmente estão decorados com pinturas que ridicularizam situações do dia a dia. O comprimento total é cerca de 15 metros, a largura de boca 2,50 metros. Navega em pouca altura de água. O castelo da proa é coberto. Como meios de propulsão usa uma vela, a vara e a sirga. A sirga é um cabo que se utiliza na passagem dos canais mais estreitos ou junto às margens, quando navega contra a corrente ou contra o vento. É construído em madeira de pinheiro.

## Passeios turísticos
São realizados diversos passeios de barco moliceiro em Aveiro, no entanto o mais comum é o passeio pelos 4 canais urbanos da Ria: Canal Central, Canal da Pirâmides, Canal do Cojo e Canal de São Roque. Ao longo deste passeio de barco pode-se apreciar os edifícios históricos de Arte-Nova, as marinhas de sal de Aveiro, os palheiros de sal, os armazéns de peixe, diversas pontes, com especial destaque para a ponte de Carcavelos, a zona moderna da cidade com especial destaque para o Fórum Aveiro e o Mercado Manuel Firmino. E no final do Canal do Cojo a Fábrica de cerâmica campos, hoje recuperada para alojar a Câmara de Aveiro, o Institudo de emprego e o Centro de Congressos de Aveiro.